# Сыдыков, Шарип
Шарип Сыдыков — советский хозяйственный, государственный и политический деятель, Герой Социалистического Труда.

## Биография
Родился в 1926 году в селе Кара-Су. Член КПСС.
С 1938 года — на хозяйственной, общественной и политической работе. В 1938—1986 гг. — чабан, старший чабан по выпасу овец на высокогорных пастбищах Тянь-Шаня совхоза «Коммунизм» Кочкорского района Киргизской ССР.
Указом Президиума Верховного Совета СССР от 22 марта 1966 года за достигнутые успехи в развитии животноводства, увеличении производства и заготовок мяса, молока, яиц, шерсти и другой продукции присвоено звание Героя Социалистического Труда с вручением ордена Ленина и золотой медали «Серп и Молот».
Умер в селе Кара-Су после 1986 года.